# Барятинский, Иван Сергеевич
Князь Иван Сергеевич Барятинский (27 февраля [9 марта] 1740 — 23 декабря 1811 [4 января 1812]) — русский дипломат екатерининской эпохи, посланник в Париже (le beau russe), генерал-поручик (1777), брат князя Ф. С. Барятинского.

## Биография
Происходил из княжеского рода Барятинских, внук генерал-аншефа князя Ивана Фёдоровича. Родился 27 февраля (9 марта) 1740 года в семье гвардейского поручика Сергея Ивановича Барятинского (умер в 1746 году) и его жены Мавры Афанасьевны (1698—1771), вдовы В. В. Степанова, дочери барона А. А. Соловьёва. Другой наследницей соловьёвских капиталов была двоюродная сестра его матери — Софья Дмитриевна Соловьёва (жена петровских генералов П. И. Яковлева и М. А. Матюшкина).
В числе прочих имений унаследовал подмосковное Рождествено-Суворово. На восьмом году был записан в солдаты лейб-гвардии в Измайловский полк, в 1758 году произведён был в поручики армии, участвовал в Семилетней войне и в Цорндорфской битве был захвачен в плен. Вернулся в Россию и в 1758 году поступил капралом в лейб-компанию и находился при императрице Елисавете Петровне на ординарцах до самой её смерти.

### При Петре III
Пётр III произвёл его в подполковники и пожаловал во флигель-адъютанты. По свидетельству Екатерины II, задумав арестовать её, Пётр III поручил исполнение этого приказа Барятинскому. Однако тот, напуганный таким приказом, доложил о нём принцу Голштинскому, который и уговорил Петра III отменить приказ. Несмотря на преданность Петру III, князь успешно продолжал службу и при Екатерине II был назначен кавалером к цесаревичу Павлу Петровичу, при котором состоял до его вступления в брак. Барятинский не принимал участия в воспитании цесаревича, но проводил с ним часть дня, являясь весёлым собеседником и часто досаждал ему своими советами. Павел I навсегда сохранил милостивое расположение к нему.

### При Екатерине II
После июльского переворота продолжал верно служить. В 1765 году Барятинский ездил в Стокгольм с особым поручением и в том же году был произведён в полковники, в 1769 году — в бригадиры, а в 1771 году — в генерал-майоры. В 1775 году он был назначен посланником в Париж, где оставался в течение 12 лет, стараясь поддерживать дружеские отношения между Россией и Францией. Когда в Париж приехал цесаревич, путешествовавший по Европе с супругой под именем графа и графини Северных, Барятинский принимал их в своём доме и затем сопровождал по Франции. Масон, посещал заседания парижских лож.
В 1785 году он подписал вместе с австрийским послом, в качестве посредников, Версальский мирный договор и получил в благодарность портреты королей Франции, Англии и Испании, украшенные брильянтами. Генерал-поручик с 1779 года и Александровский кавалер с 1784 года, Барятинский в 1786 году вышел в отставку. Людовик XVI подарил ему на прощальной аудиенции свой портрет с брильянтами и написал о нём лестный отзыв Екатерине II.

Вернувшись в Россию, Барятинский продолжал оставаться при дворе. Часто он гостил в Москве у своего родного брата, гофмаршала Фёдора Сергеевича, где 23 декабря 1811 (4 января 1812) года внезапно скончался. Был погребён в Покровском монастыре. А. Я. Булгаков писал из Москвы:
… Грипп свирепствует вовсю, все старики вдруг перемерли. Князь Иван Сергеевич Барятинский умер, читая письмо у брата своего, и так его перепугал, что и этот было умер.

## Семья
В 1767 году императрица выдала за Барятинского самую знатную в Россию невесту, принцессу Екатерину Петровну Голштинскую (1750—1811), единственную дочь фельдмаршала, внучку адмирала Н. Ф. Головина. От её родного брата по прямой мужской линии происходят датский король Кристиан IX и императрица Мария Фёдоровна. Брак был несчастлив, и супруги жили отдельно. Имели двух детей:
- Иван Иванович (1772—1825), тайный советник, действительный камергер, посланник в Мюнхене.
- Анна Ивановна (1774—1825), воспитывалась вместе с братом в доме у матери, с 1789 года замужем за обер-гофмаршалом, президентом Придворной конторы графом Николаем Александровичем Толстым (1761/65—1816).

Второй раз князь Барятинский тайно женился на девице Анастасии Бибиковой, от которой имел троих детей, носивших фамилию Бибитинских. По словам Булгакова А. Я., Барятинский незадолго до смерти, как будто предчувствуя её, написал государю о своём втором браке.
- Василий Иванович (1795—18?), умер в молодости, дворянство получил в 1797 году.
- Анастасия Ивановна (1797—1866), была замужем за Б. М. Загряжским и вторично за тайным советником Г. В. Грудевым.
- Елизавета Ивановна (1798—1834), с 1815 года замужем за историком Д. Н. Бантыш-Каменским.

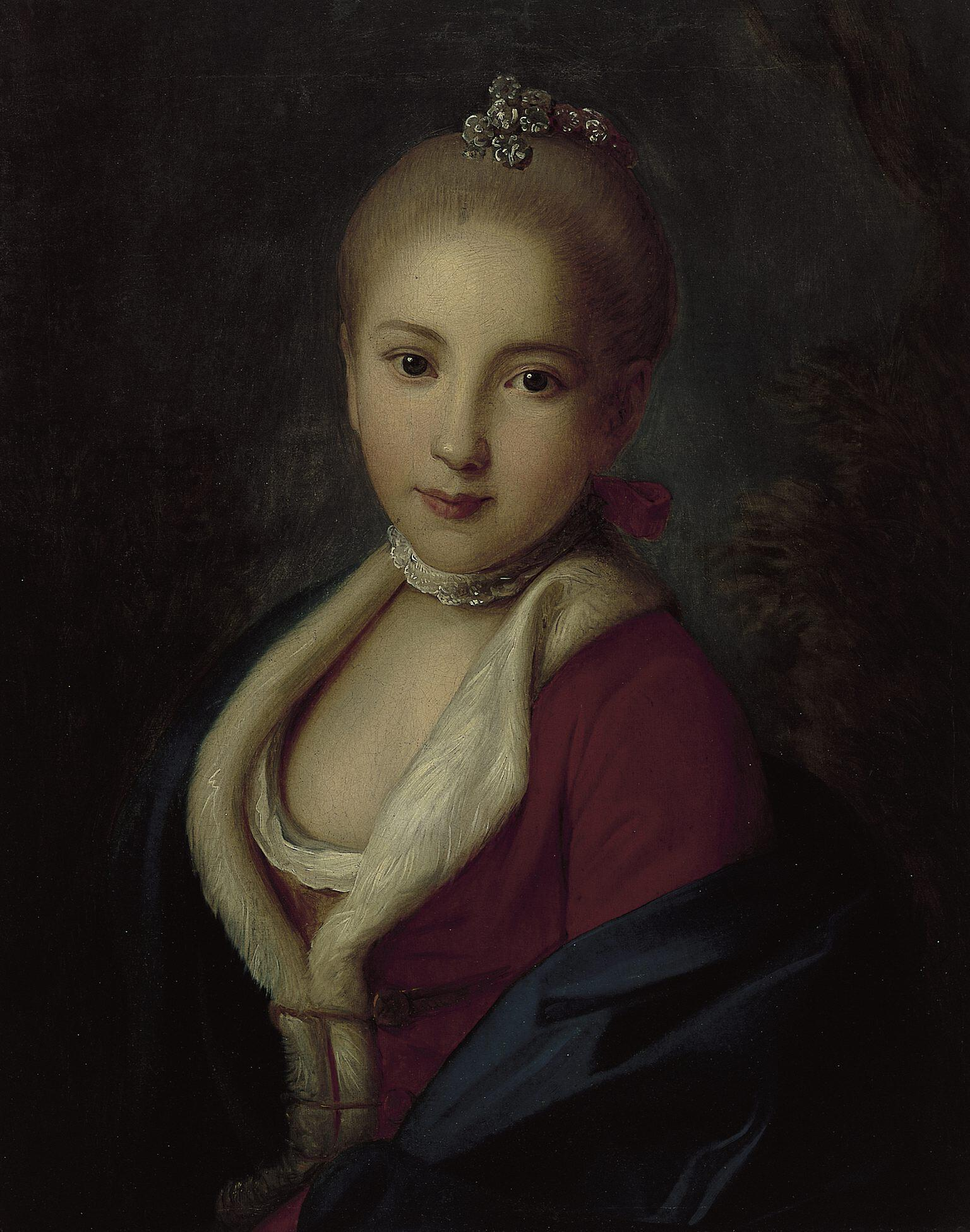
Екатерина Петровна, жена
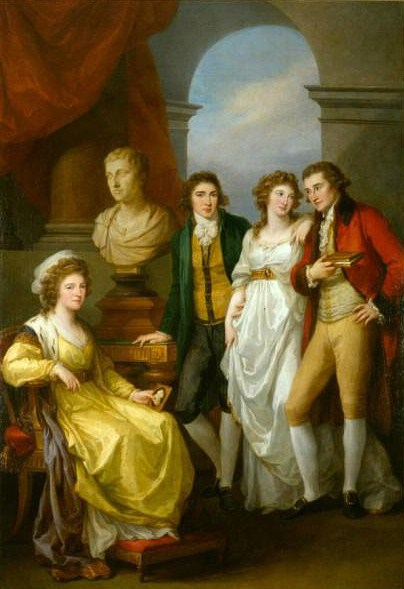
Семейный портрет Барятинских и Толстых
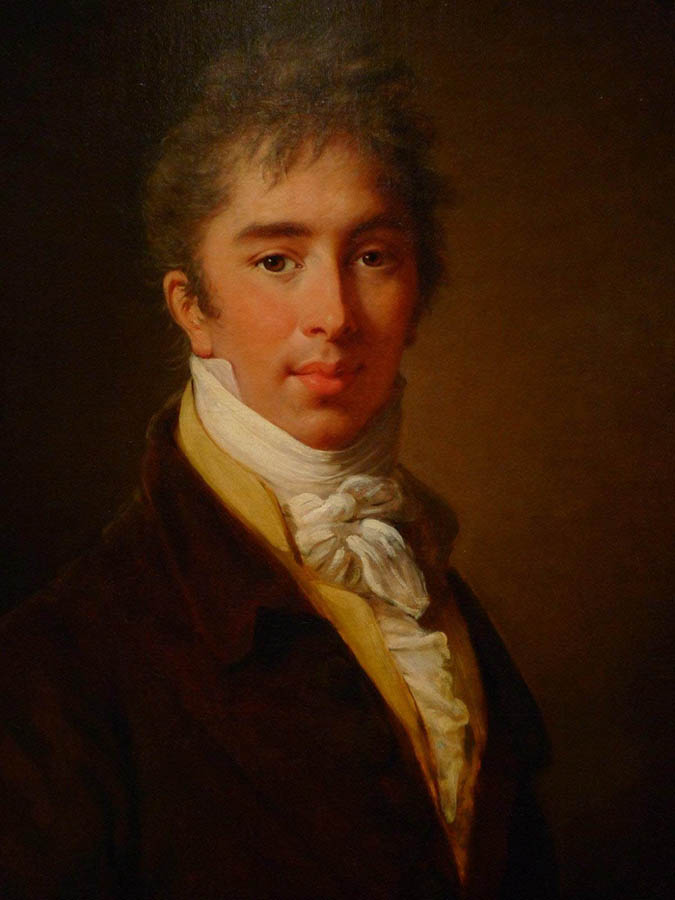
Иван Иванович, сын
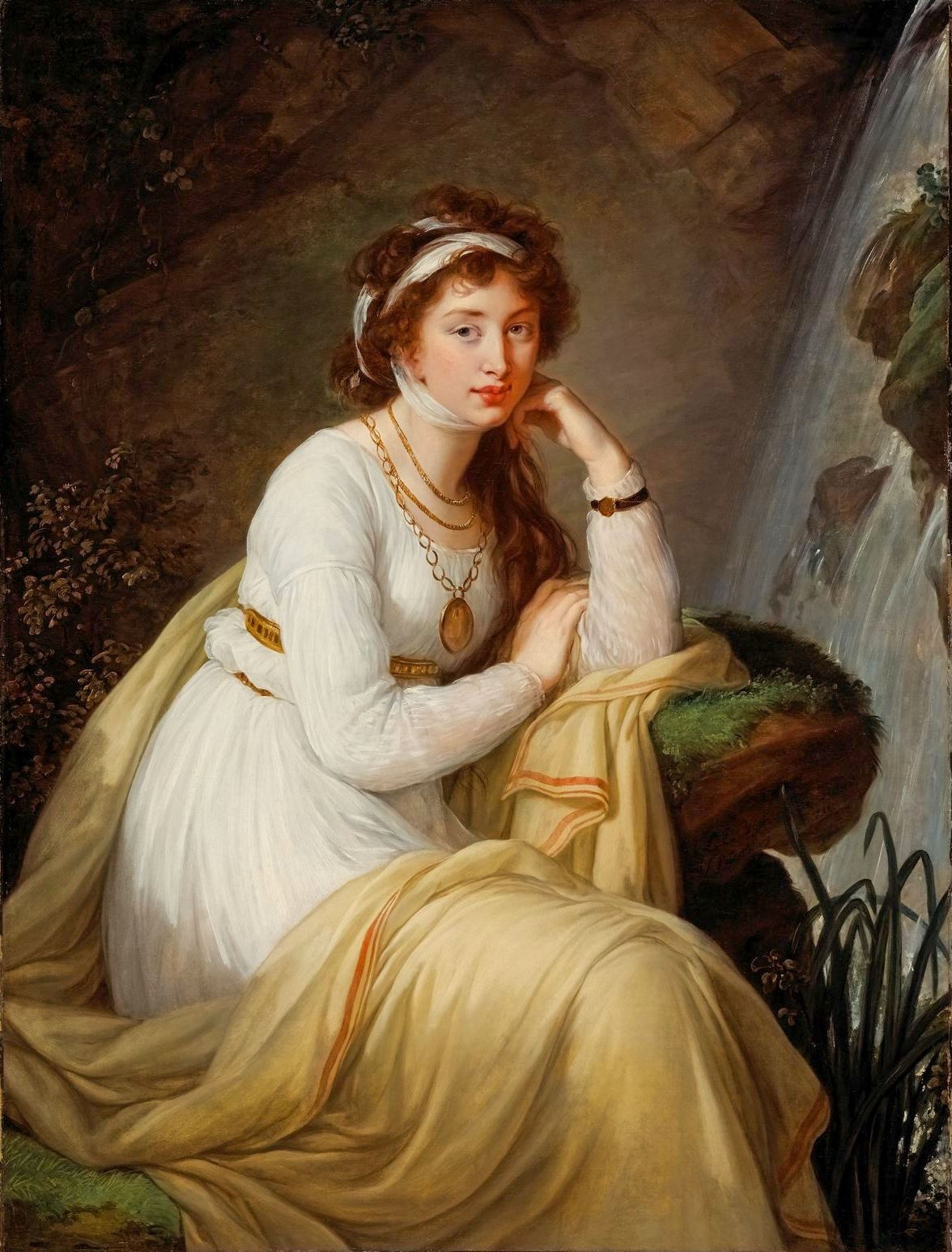
Анна Ивановна, дочь
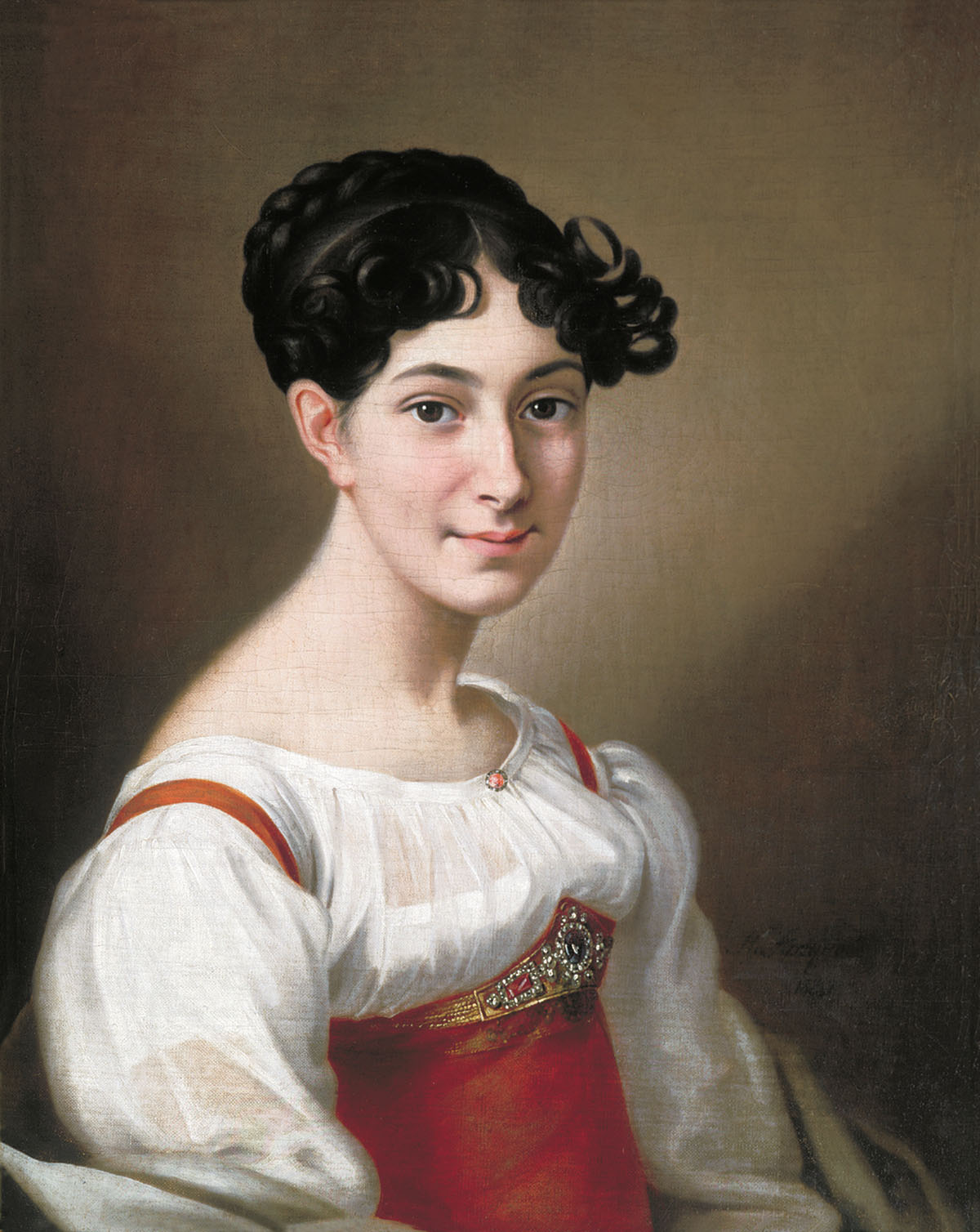
Елизавета Бибитинская, дочь (худ. Я. Аргунов)